# Księginice (gromada w powiecie średzkim)
Księginice – dawna gromada, czyli najmniejsza jednostka podziału terytorialnego Polskiej Rzeczypospolitej Ludowej w latach 1954–1972.
Gromady, z gromadzkimi radami narodowymi (GRN) jako organami władzy najniższego stopnia na wsi, funkcjonowały od reformy reorganizującej administrację wiejską przeprowadzonej jesienią 1954 do momentu ich zniesienia z dniem 1 stycznia 1973, tym samym wypierając organizację gminną w latach 1954–1972.
Gromadę Księginice z siedzibą GRN w Księginicach utworzono – jako jedną z 8759 gromad na obszarze Polski – w powiecie średzkim w woj. wrocławskim, na mocy uchwały nr 27/54 WRN we Wrocławiu z dnia 2 października 1954. W skład jednostki weszły obszary dotychczasowych gromad Księginice i Głoska ze zniesionej gminy Przedmoście oraz Białków ze zniesionej gminy Mrozów w tymże powiecie. Dla gromady ustalono 10 członków gromadzkiej rady narodowej.
1 stycznia 1960 gromadę zniesiono, a jej obszar włączono do gromady Miękinia w tymże powiecie.